# Bufo cataulaciceps
Bufo cataulaciceps é uma espécie de anfíbio da família Bufonidae.
É endémica de Cuba.
Os seus habitats naturais são: savanas áridas, campos de gramíneas de baixa altitude subtropicais ou tropicais sazonalmente húmidos ou inundados, marismas de água doce, marismas intermitentes de água doce, terras aráveis e áreas agrícolas temporariamente alagadas.
Está ameaçada por perda de habitat.